# Doopsgezinde kerk (Grouw)
De doopsgezinde kerk is een kerkgebouw in Grouw in de Nederlandse provincie Friesland.

## Beschrijving
De driezijdig gesloten zaalkerk werd gebouwd ter vervanging van het vermaanhuis (1659-1826) van de Waterlandse gemeente. De schuilkerk van de Vlaamse en Waterlandse gemeenten werd in september 1829 ingewijd. Aan de straatzijde staat voor het kerkgebouw een tweelaags lijstgevel met rondboogdoorgang. Het gebouw is een rijksmonument.
Het interieur wordt gedekt door een tongewelf. Het orgel uit 1872 werd gebouwd door Gebr. Adema en in 1920 gewijzigd door Bakker & Timmenga.

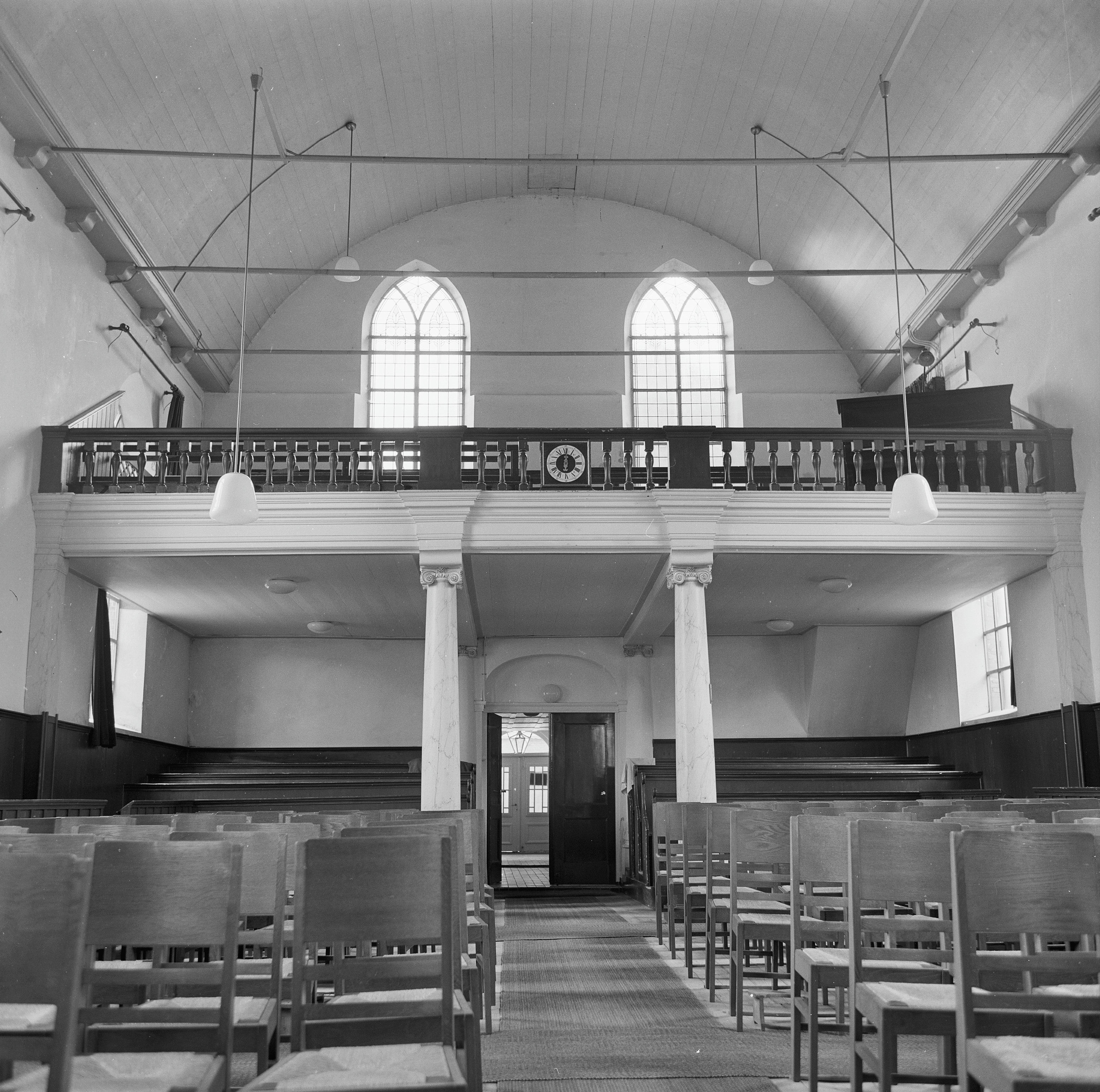
Interieur (1968)
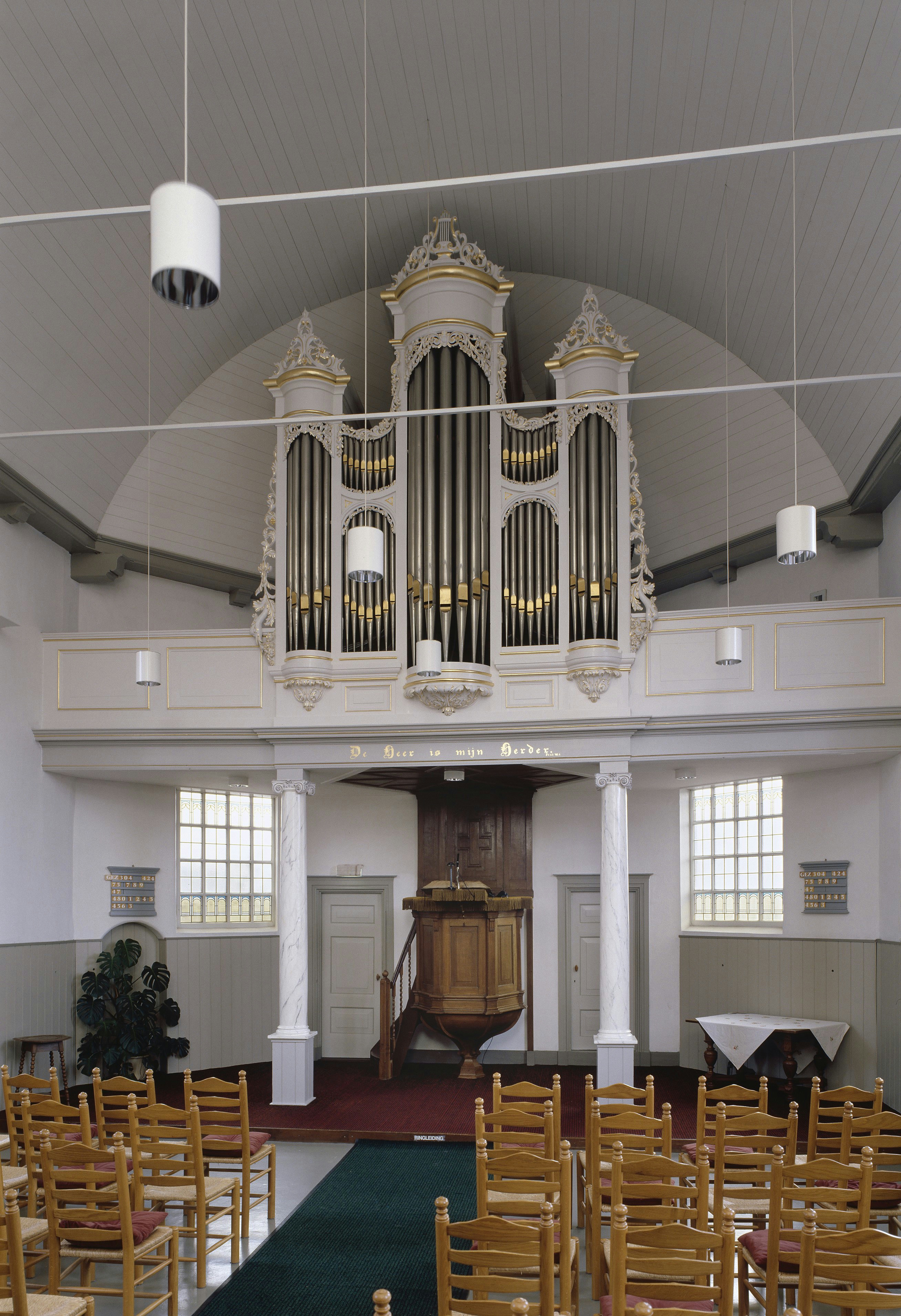
Interieur met orgel (2005)